# Winny
Winny是一種利用P2P技术，在Microsoft Windows系统平台上操作的共享软件。随后，强化改良版的Winny以Winnyp的名称发布。

## 概要
2002年5月6日在日本最大的BBS「第2頻道（2ちゃんねる）」軟體下載板上發佈並公測。軟體開發者是前東京大學大學院情報理工學系研究科助手金子勇。因為在第2頻道宣告開發本軟體的文章編號為47號，因此也被稱作「47氏」。本軟體為了替代當時網路上很流行的另一個P2P軟體「WinMX」，所以用「Winny」命名（N和Y分別是M和X的後一個字母）。
2003年4月7日，「Winny 1.14」完成開發。2003年5月5日，「Winny 2」發佈。
金子勇被京都府警察逮捕時，Winny的最新版本為「Winny 2.0β7.1」，此外也流傳有破解版等各種非正規版本。據日本網路安全業者「NetAgent」統計，至2006年4月為止，Winny用戶數已在44萬到53萬之間。

## 特征
Winny不需服务器，因此不像其他共享软件常见的會因服务器瘫痪而无法运行。独特的加密方式，其特征为在一定的传输概率下使一部分运行Winny的计算机成为节点（node），数据在到达目的地前需经过多次转送。集群（cluster）技术使节点与节点间更快速连接。实现了匿名度和文件共享的高度平衡。更具备了匿名聊天功能。Winny不支援繁體中文與簡體中文，所以中文版Windows用戶启动Winny时会出现乱码的问题；唯一的解决办法是将电脑语言預設为日文，或使用特制的小外掛“W2kXpCJK”（Windows 2000/XP区域模拟和化繁为简界面程序）来解决Winny乱码问题。Winny被众多電腦安全软件视为木马或電腦病毒，並强行隔离或删除。
Winny 2.0β7.1無法在Windows 7 SP1日文旗艦版64位元版上正常運作（見右圖）：日文界面全都變成亂碼，大多數的按鍵都無作用。

## 法律問題
2004年5月31日，京都地方檢察廳將金子勇起訴。
2006年12月13日，京都地方裁判所一審宣判，以「幫助侵害著作權」罪名判處金子勇150萬日圓罰金；金子勇於當日提起上訴。
2009年10月8日，經過約四年的訴訟，大阪高等裁判所二審宣判，推翻一審判決，金子勇獲判無罪；審判長小倉正三指稱，無明確證據顯示金子勇是以幫助侵權為目的而開發Winny，若以不清晰的基準而將軟件開發者入罪，會令他們對開發軟件卻步。
2009年10月21日，大阪高等檢察廳因不服二審判決而向最高裁判所提起上訴。
2011年12月10日，最高裁判所三審宣判金子勇無罪定讞。

## 資料來源
1. ↑  鷹木創. . Impress Watch. 2006-02-20  [2012-06-22]. （原始内容存档于2022-04-26） （日语）.
2. ↑  . NetAgent. 日期不詳  [2012-01-08]. （原始内容存档于2011-12-24）.
3. ↑  . 明報. 2009-10-08  [2009-10-15]. （原始内容存档于2010-04-13）.
4. ↑  . iThome Online. 2009-10-08  [2009-10-15]. （原始内容存档于2009-10-11）.
5. ↑  . ITmedia. 2009-10-08  [2009-10-15]. （原始内容存档于2021-01-20） （日语）.
6. ↑  . 朝日新聞. 2011-12-20  [2011-12-20]. （原始内容存档于2011-12-20） （日语）.